# Alonso Fernández de Lorca
Alonso Fernández de Lorca   (Madrid - Madrid, 11 de setembre de 1669) va ser un funcionari castellà que va actuar com a secretari en la Secretaria d'Estat i del Despatx Universal, del Consell dels Ordes i del Consell d'Índies.
Els seus orígens es trobarien en una de les famílies que van participar en la conquesta de la ciutat murciana de Llorca. Va ser fill de Pedro Fernández Lorca i de Mariana Muñoz, ambdós naturals de Madrid. Va casar-se amb Luisa Gómez Rondero, amb qui va tenir, entre d'altres, a Juan Antonio Fernández de Lorca. Actuà com a secretari de Felip IV de Castella i com a oficial major de la Secretaria d'Estat i del Despatx Universal, en relació als negocis d'Itàlia. A consulta del Consell d'Estat, per decret de 28 de gener de 1656 se li va atorgar l'hàbit de l'orde de Sant Jaume i el 5 d'abril va ser armat cavaller a l'església de la Concepció Francisca pel secretari Pedro Coloma. Posteriorment, va servir a la secretaria de cambra del Consell dels Ordes i la seva Junta de Cavalleria. El 1665 encara n'era secretari i va ser traspassat al Consell Suprem d'Índies en relació al Virregnat de Nova Espanya. Va morir a Madrid l'11 de setembre de 1669 i va ser enterrat a la capella de Santa Caterina del monestir de San Jerónimo el Real, fundada per la seva família. Segons Álvarez va morir en el càrrec, però segons Schäfer es va jubilar el mateix any. En tot cas, poc després de la seva mort, el consell de cambra del Consell d'Índies va proposar oferir una pensió a la seva vídua i atorgar l'hàbit de Sant Jaume al seu fill.